# 2009 у науці
2009 рік — Міжнародний рік астрономії.

## Події
- Виповнилося 400 років як Галілео Галілей вперше використав телескоп для дослідження об'єктів Всесвіту.
- 24 липня почав свою роботу Великий телескоп Канарських островів, один з найбільших наземних оптичних телескопів.

## Відкриття

### Найранішийгомінід
Найдавніший предок людини, який мешкав 4,4 мільйона років тому виявлено на початку року в Ефіопії групою американських учених з Університету Берклі на чолі з доктором Тімом Уайтом. Його наукова назва — Ardipithecus ramidu.

### Епігеном і спадковість
У жовтні група вчених з інституту Салка в Каліфорнії опублікувала першу докладну карту людського епігенома. Це допоможе зрозуміти формування спадкового механізму людини.

### Лікування дефектівзоруза допомогоюгенної терапії
Групі офтальмологів з університету штату Вашингтон вдалося вперше вилікувати за допомогою методів генної інженерії дальтонізм. Вони ввели в очі піддослідним шимпанзе, які страждають цим дефектом, генну витяжку, яка стимулює вироблення білків, що беруть участь в аналізі кольорів.

### ВоданаМісяці
У листопаді остаточно підтвердилися припущення про те, що на Місяці є вода. 9 жовтня американське космічне агентство НАСА провело експеримент: спеціально запущений зонд був направлений до місячної поверхні, при зіткненні з якою іншого апарата над обраним кратером піднявся стовп уламків місячної породи і пилу. Зафіксовано наявність парів води в отриманих спектрах — причому її кількість вимірювалося декалітрами. Це може вказувати на наявність в кратерах природного супутника Землі покладів або викопного, або кометного льоду.

### Телепортаціянаквантовомурівні
Ученим Квантового інституту при університеті штату Меріленд вдалося передати інформацію від одного атома до іншого на відстані 1 метра. Було доведено, що властивості одного атома можуть бути миттєво передані іншому. Це відкриття має величезне значення для створення супернадійних і надшвидких квантових комп'ютерів.

### Великий адронний колайдер
До кінця року стали надходити перші результати найбільшого експерименту в галузі фізики високих енергій. Великий адронний коллайдер, побудований у Швейцарії Європейською організацією ядерних досліджень CERN, досяг робочого етапу — 29 листопада на ньому зафіксовано пучок протонів з енергією в 1,05 трильйона електрон-вольт (TeV).
Дослідники збираються досягти енергій до 7 TeV, і в результаті отримати умови, близькі до тих, які існували в перші моменти після Великого Вибуху, в результаті якого виник Всесвіт.
Розганяючи і зіштовхуючи пучки протонів з високою енергією, фізики сподіваються виявити нові елементарні частинки, у тому числі легендарний бозон Хіггса, які допоможуть пролити світло на фундаментальні закони світобудови.
Інші вчені хочуть отримати експериментальне підтвердження правильності своїх теорій суперсиметрії і суперструн.

### Холоднаекзопланетаабочервоний карлик
Астрономам вперше вдалося отримати оптичний знімок самої холодної з виявлених досі планет за межами Сонячної системи.
В рамках двох серій спостережень, проведених у травні та серпні 2009 року групою астрономів з Інституту астрономії Макса Планка, на еліптичній орбіті навколо зірки GJ 758 була виявлена планета — газовий гігант масою в 10-40 разів перевищує Юпітер.

### Електронний папір
У 2009 році відбувся довгоочікуваний прорив у технологіях електронного паперу. У продажу з'являється все більше пристроїв для читання, заснованих на патенті каліфорнійської фірми E-Ink. Вони дозволяють відображати чорно-білий текст, закодований в різних електронних форматах. Зображення виходить контрастним і не залежить від заднього освітлення.

### 48-ядерниймікропроцесор
Корпорація Intel отримала перші експериментальні зразки мікрочипа нового покоління з 48 ядрами або шарами. У прес-релізі компанії його називають «одним процесором, який замінить собою весь комп'ютер».
Обчислювальна потужність цього процесора перевищить у 10-20 разів наявні параметри двоядерних мікрочипів, що дозволить створити нове покоління персональних комп'ютерів, які легко вбудовуються в концепцію cloud computing або в обробку даних в мережевих ресурсах.

### Телепатія
Американська армія виділила 4 мільйони доларів на створення шолома, який сприйматиме сигнали головного мозку і передавати з по мережах зв'язку. Вже отримані перші практичні результати, достатні для розробників технічних засобів для інвалідів — наприклад, пристрій, перевертати сторінки книги під впливом думки паралізованої людини. Три американських університети працюють над здійсненням цієї ідеї, досліджуючи слабкі електросигнали, що надходять на датчики в шоломі.

## Наукові нагороди 2009 року

### Нобелівська премія
- З фізики — Чарльз Као (Гонконг, Велика Британія, США), Джордж Сміт (Канада, США) і Віллард Бойл (США) — за винахід оптичних напівпровідникових сенсорів
- З хімії: Венкатараман Рамакрішнан (Велика Британія), Томас Стейц (США) і Ада Йонат (Ізраїль) — за визначення структури і функції рибосом
- З медицини та фізіології — американські вчені Елізабет Блекберн, Керол Грейдер і Джек Шостак (за вивчення клітинних механізмів старіння)
- З економіки: американські вчені Елінор Остром — за дослідження в області корпоративного управління суспільною власністю та Олівер Вільямсон — за теорію вирішення корпоративних конфліктів

### Абелівська премія
Громов Михайло Леонідович — «за його революційний внесок в геометрію»

### Золота медаль імені В. І. Вернадського Національної академії наук України
- Марченко Володимир Олександрович — за видатні досягнення в галузі функціонального аналізу та математичної фізики
- Жан Бургейн (США) — за видатні досягнення в теорії гармонічного аналізу, ергодичній теорії та теорії чисел

### Премії НАН України імені видатних учених України
Докладніше: Премії НАН України імені видатних учених України — лауреати 2009 року

### Державна премія України в галузі науки і техніки
Докладніше: Державна премія України в галузі науки і техніки — лауреати 2009 року

## Померли
- 20 лютого — Якупов Назим Мухамедзянович (народився 7 липня 1928), український історик, доктор історичних наук, професор, заслужений діяч науки Української РСР, Герой Радянського Союзу
- 20 березня — Федоров Микола Ілліч, білоруський вчений у галузі лісової фітопатології, засновник білоруської наукової школи лісової фітопатології.
- 2 травня — Юрій Євгенович Юцевич (народився 28 лютого 1932), український музикознавець
- 4 травня — Орест-Степан Григорович Влох (народився 2 липня 1934), український фізик і громадсько-політичний діяч, професор
- 17 травня — Ігор Михайлович Дмитренко (народився 24 липня 1928), український фізик у галузі надпровідності та низькотемпературного матеріалознавства, академік Національної академії наук України, лауреат Державної премії України в галузі науки і техніки, Заслужений діяч науки УРСР
- 19 травня — Роберт Френсіс Ферчготт (народився 4 червня 1916), американський біохімік, лауреат Нобелівської премії з фізіології та медицини 1998 року
- 31 травня Аркадій Дмитрович Кузьмін (народився 27 січня 1923), російський радіоастроном, професор, доктор фізико-математичних наук, заслужений діяч науки РФ
- 6 червня — Жан Доссе (народився 19 жовтня 1916), французький імунолог, лауреат Нобелівської премії з фізіології та медицини 1980 року
- 14 червня — Олександр Миколайович Антипов (народився 23 вересня 1949), російський картограф, захисник озера Байкал, член-кореспондент Російської Академії наук, директор Інституту географії Сибірського відділення РАН, головний редактор журналу «Географія і природні ресурси»
- 16 червня — Руслан Григорович Скринніков (народився 8 січня 1931), російський історик, доктор історичних наук, професор
- 17 червня — Ральф Дарендорф (народився 1 травня 1929), німецько-британський соціолог, політолог, політичний діяч
- 17 липня — Лешек Колаковський (народився 23 жовтня 1927), польський філософ, фахівець з марксизму
- 19 липня — Савва Васильович Ямщиков (народився 8 жовтня 1938), російський реставратор, історик мистецтва, публіцист
- 24 липня — Володимир Семенович Кульчицький (народився 28 грудня 1919), український правознавець, історик держави і права, доктор юридичних наук, професор, Заслужений юрист України, член-кореспондент Академії правових наук України
- 8 серпня — Іван Іванович Мавров (народився 26 червня 1936), доктор медичних наук, професор, директор Інституту дерматології й венерології АМН України
- 8 серпня — Ілля Сергійович Даревський (народився 18 грудня 1924), провідний герпетолог Росії, член-кореспондент РАН
- 21 серпня — Ярослав Іванович Дзира (народився 2 травня 1931), кандидат філологічних наук, історик-джерелознавець, публіцист, історіограф, літературознавець, шевченкознавець, перекладач
- 12 вересня — Ігор Романович Бариляк (народився 12 вересня 1942), доктор медичних наук, професор, завідувач відділу медичної генетики Наукового центру радіаційної медицини АМН України, професор Києво-Могилянської академії, науковий директор Інституту генетики репродукції, Лауреат Державної премії України в галузі науки і техніки
- 12 вересня — Норман Ернест Борлоуг (народився 25 березня), — американський агроном, генетик і фахівець із патології рослин, відомий як батько Зеленої революції, Лауреат Нобелівської премії миру 1970 року
- 18 вересня — Наталія Юліївна Шведова (народилася 25 грудня 1916), російський лінгвіст, співавтор однотомного «Тлумачного словника російської мови»
- 5 жовтня — Ізраїль Мойсейович Гельфанд (народився 2 вересня 1913), радянський математик, біолог, педагог і організатор математичної освіти, академік АН СРСР
- 13 жовтня — Роджер Доксі (народився 11 березня 1947), американський фізик і астроном, чільник Інституту космічного телескопа Хаббла
- 25 жовтня — Олександр Мойсейович П'ятигорський (народився 30 січня 1929), російський і англійський філософ, філолог, перекладач і письменник
- 28 жовтня — Микола Андрійович Касьян (народився 10 квітня 1937), український лікар-остеопат, академік Української академії наук, Заслужений лікар України, Народний лікар СРСР
- 30 жовтня — Клод Леві-Строс (народився 28 листопада 1908), французький антрополог, етнограф, соціолог і культуролог
- 31 жовтня — Омелян Дмитрович Довганич (народився 8 травня 1930), український історик, краєзнавець, журналіст, видавець, педагог вищої школи, літературознавець, громадський діяч
- 31 жовтня — Цянь Сюесень (народився 11 грудня 1911), китайський вчений, ключова фігура в створенні міжконтинентальних балістичних ракет, учасник космічної програми США і основоположник космічної програми Китаю
- 1 листопада — Роберт Райнс (народився 30 серпня 1922), американський правник, науковець, винахідник і композитор
- 3 листопада — Франсиско Аяла (народився 16 березня 1906), іспанський письменник, перекладач і соціолог
- 8 листопада — Віталій Лазарович Гінзбург (народився 4 жовтня 1916), радянський і російський фізик-теоретик, академік АН СРСР і РАН лауреат Нобелівської премії з фізики (2003)
- 10 грудня — Юрій Олександрович Карпенко (народився 29 вересня 1929), український мовознавець, доктор філологічних наук, професор, академік АН ВШ України, член-кореспондент НАН України
- 21 грудня — Едвін Герхард Кребс (народився 6 червня 1918), американський біохімік, лауреат Нобелівської премії з фізіології та медицини 1992 рік
- 23 грудня — Євгенія Борисівна Патон (народилася 12 березня 1956), український вчений у галузі Генетичної інженерії та біотехнології рослин, член-кореспондент Національної академії наук України, доктор біологічних наук, Заслужений діяч науки і техніки України
- 23 грудня — Феохаріс Харалампійович Кессидіс (народився 13 березня 1920), радянський грецький філософ та історик давньогрецької філософії, член-кореспондент Афінської академії